# Carl Gustaf Verner von Heidenstam
Carl Gustaf Verner von Heidenstam (6. července 1859, Olshammar, Örebro – 20. května 1940, Övralid, Östergötland) byl švédský prozaik a básník, člen Švédské akademie, ústřední postava švédského novoromantismu, nositel Nobelovy ceny za literaturu z roku 1916.

## Život
Heidenstam se narodil jako syn důstojníka a potomek staré šlechtické rodiny . Studoval na malířské akademii ve Stockholmu, ale kvůli tuberkulóze musel studium ukončit. Podnikl pak dvě dlouhé zdravotní a vzdělávací cesty do jižní Evropy a na Blízký východ, v Římě a v Paříži studoval malířství, dlouho žil v cizině, zejména ve Švýcarsku, kde se seznámil s Augustem Strindbergem (jejich korespondence ukazuje na oboustranně hluboký vliv). V literárním vývoji Švédska byl vůdčí osobností nastupující nové generace básníků z konce 19. století, která se snažila o renesanci romantických prvků proti převládajícímu naturalismu. Jeho básnická sbírka Vallfart och vandringsår (Pouť a léta toulek) z roku 1888 znamenala nástup novoromantismu ve švédské literatuře. Radostné ladění svých veršů, fantazii a idealizaci použil Heidenstam jako zbraň proti dobové naturalistické tvorbě. Ve svých prózách pak uplatňoval nacionální patos, patriotismus, oslavu bojovného ducha lidu a idealizaci historie, přesvědčivě zachytil charakteristiky švédského národního života, vyjádřil lásku k rodné zemi a nadšený obdiv pro její přírodu.
Roku 1912 se Heidenstam stal členem Švédské akademie a v roce 1916 mu byla udělena Nobelova cena za literaturu „… jako uznání jeho významu jako vedoucí osobnosti nové éry ve švédské literatuře“ (citace z odůvodnění Švédské akademie).

## Literární dílo

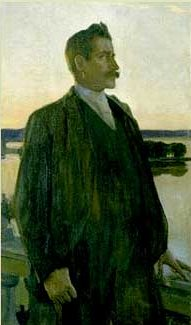
Carl Gustaf Verner von Heidenstam, obraz Oscara Björcka.

### Básně
- Vallfart och vandringsår (1888, Pouť a léta toulek), svým radostným laděním a romantizující idealizací se sbírka stala programovým spisem v boji proti vládnoucímu naturalismu. Sbírka vyniká orientálními motivy, hýřivými barvami, dekorativností, metaforami i nezvykle osobním tónem.
- Dikter (1895, Básně), monumentální a oslavná lyrika,
- Ett folk (1902, Lid), patrioticky laděná básnická sbírka,
- Nya dikter (1915, Nové básně),
- Sista dikter (1942, Poslední básně), posmrtně vydaná nerýmovaná lyrika rezignovaného i moudrého stáří.

### Prózy
- Från Col di Tenda till Blocksberg (1888, Z Col di Tenda do Blocksbergu), cestopisné skici.
- Renässans (1899, Renesance), literární manifest, shrnutí novoromantického programu.
- Endymion (1899), román s exotickými motivy muslimské kultury,
- Pepitas bröllop (1890, Pepitina svatba), polemická satira obhajující novoromantický program (společně s Oscarem Levertinem).
- Hans Alienus (1892), velký fantaskní ideový román s krásnými básnickými vložkami,
- Karolinerna (1897-1898, Karolíni), cyklus povídek z doby národního ponížení za vlády Karla XII., kde autor rozvinul téma zocelení a zušlechtění národa válkou a oběťmi.
- Sankt Göran och draken (1900, Svatý Jiří a drak), román,
- Heliga Birgittas pilgrimsfärd (1901, Pouť svaté Brigity), román,
- Skogen susar (1904, Les šumí), román,
- Folkungaträdet (1905-1907, Strom Folkungů), dvoudílný historický román,
- Proletärfilosofiens upplösning (1911, Rozklad a pád proletářské filosofie),
- När kastanjerna blommade (1941, Když kvetly kaštany), posmrtně vydané paměti.

## Česká vydání
- Endymion, B. Kočí, Praha 1916-1917, dva díly
- Pouť svaté Brigity, Jan Otto, Praha 1917, překlad M. A. Pešková
- Karolíni, Stýblo, Praha 1917-1918, překlad Viktor Šuman, dva díly
- Endymion, B. Kočí, Praha 1921-1922, překlad Jan Dlabač
- Rozklad a pád proletářské filosofie, Družstvo přátel Studia, Praha 1920, překlad Emil Walter
- Rozklad a pád proletářské filosofie, Ladislav Kuncíř, Praha 1923, překlad Emil Walter
- Pouť svaté Brigity, Ladislav Kuncíř, Praha, 1929, překlad Emil Walter
- Svatý Jiří a drak, Nakladatelské družstvo Máje, Praha 1938, přeložil a úvodem opatřil Oldřich Heidrich